# Daria
Daria je američka humoristična animirana TV serija koja je emitirana prvi put na kanalu MTV od 1997. do 2001. Ima ukupno 65 epizoda u 5 sezona i dva filma - "Is it fall yet?" i "Is it college yet?" - snimljena posebno za televiziju te je pridobila malu skupinu obožavatelja koji ju smatraju kultnom serijom. Radnja se odvija oko odrastanja socijalno neprilagođene i izolirane inteligentne junakinje iz naslova. "Daria" je emitirana u 25 zemalja diljem svijeta, ali još uvijek ne i u Hrvatskoj.

## Ekipa
Autor: Glenn Eichler
Režija: Guy Moore, Gloria De Ponte, Eric Fogel, Tony Kluck, Sue Perrotto, Aaron Augenblick, Karen Disher, Ted Steam, Joey Ahlbum
Glasovi:Tracy Grandstaff (Daria), Wendy Hoopes( Jane, Helen Morgendorffer, Quinn Morgendorffer), Alvaro J. Gonzales (Trent, Janein brat), Julian Reboledo (Jake Morgendorffer), Janie Mertz (Brittany Taylor), Russel Hankin (Tom) i drugi. 

## Radnja
Priča prati glavnu junakinju Dariju, 16-godišnju učenicu malog grada Lawndalea s naočalama, koja svoje frustracije iz običnog života tinejdžera utapa u britkom cinizmu i zajedljivim komentarima. Zajedno s prijateljicom Jane tvori skupinu autsajdera koji kritično gledaju na površnost mladeži. Isto tako, gaji tajne simpatije za Trenta, Janeinog brata. Njeni roditelji su Helen i Jake, a njena sestra Quinn je jedna od najpopularnijih djevojaka u školi. U školi se Daria i Jane najviše čude površnom ponašanju tupog, ali popularnog ragbi igrača Kevina i njegove plavokose djevojke Britany, ali i bizarnim profesorima, kao što g. DeMartino i g. O'Neill.

## Epizode

### Prva sezona
1. "Esteemsters"
2. "The Invitation"
3. "College Bored"
4. "Cafe Disaffecto"
5. "Malled"
6. "This Year's Model"
7. "The Lab Brat"
8. "Pinch Sitter"
9. "Too Cute"
10. "The Big House"
11. "Road Worrier"
12. "The Teachings of Don Jake"
13. "The Misery Chick"

### Druga sezona
1. "Arts 'N Crass"
2. "The Daria Hunter"
3. "Quinn the Brain"
4. "I Don't"
5. "That Was Then, This Is Dumb"
6. "Monster"
7. "The New Kid"
8. "Gifted"
9. "Ill"
10. "Fair Enough"
11. "See Jane Run"
12. "Pierce Me"
13. "Write Where it Hurts"

### Treća sezona
1. "Daria!"
2. "Through a Lens Darkly"
3. "The Old and the Beautiful"
4. "Depth Takes a Holiday"
5. "Daria Dance Party"
6. "The Lost Girls"
7. "It Happened One Nut"
8. "Lane Miserables"
9. "Jake of Hearts"
10. "Speedtrapped"
11. "The Lawndale File"
12. "Just Add Water"
13. "Jane's Addition"

### Četvrta sezona
1. "Partner's Complaint"
2. "Antisocial Climbers"
3. "A Tree Grows in Lawndale"
4. "Murder, She Snored"
5. "The F Word"
6. "I Loathe a Parade"
7. "Of Human Bonding"
8. "Psycho Therapy"
9. "Mart of Darkness"
10. "Legends of the Mall"
11. "Groped by an Angel"
12. "Fire!"
13. "Dye! Dye! My Darling"

### Prvi film
- Is It Fall Yet?

### Peta sezona
1. "Fizz Ed"
2. "Sappy Anniversary"
3. "Fat Like Me"
4. "Camp Fear"
5. "The Story of D"
6. "Lucky Strike"
7. "Art Burn"
8. "One J at a Time"
9. "Life in the Past Lane"
10. "Aunt Nauseam"
11. "Prize Fighters"
12. "My Night at Daria's"
13. "Boxing Daria"

### Drugi film
- Is It College Yet?

## O seriji
"Daria" je zapravo omašak (spin-off) popularne serije "Beavis and Butthead", koja se je također emitirala na MTV-u. Tamo je Daria bila sporedni lik, učenica koja je išla u isti razred s Beavisom i Buttheadom. No za razliku od te serije, "Daria" priču zasniva na inteligentnom humoru i dijalozima, statičnoj kompoziciji kadrova i realističnom tonu.
Serija je svojedobno doživjela veliki uspjeh kod publike i kritike zbog neobičnog, osvježavajućeg portretiranja mladeži ( glavna junakinja nosi naočale, nije popularna niti to želi biti i ima svoje vlastitio mišljenje neovisno o čuđenju drugih ) i kritiziranja njihove opsjednutosti trendom. Priča je istodobno duhovita i dirljiva jer prikazuje junakinju koja se ne želi uklopiti u površno društvo, ali koja tako ostaju osamljena i ne iskorištava svoju mladost, stvarajući ironičnu sliku svijeta u kojem su inteligentne osobe nepopularne, dok su glupe popularne. Ipak, iako je većina seriju hvalila i prozvala ju čak i jednom od najboljih američkih animiranih serija 90-ih, bilo je i negativnih glasova jednog dijela kritike kojoj se činilo da epizode nisu dovoljno duhovite, piskave te da su zadnjih par sezona, 4. i 5., potpuno derivativne.

## Vanjske poveznice
- IMDb profil
- MTV.com/Daria  Arhivirana inačica izvorne stranice od 16. lipnja 2006. (Wayback Machine)
- Outpost-daria.com
- Fan site